# Việt Thành
Việt Thành là một xã thuộc huyện Trấn Yên, tỉnh Yên Bái, Việt Nam.

## Địa lý
Xã Việt Thành cách trung tâm huyện Trấn Yên 3 km, có vị trí địa lý:
- Phía đông bắc giáp huyện Yên Bình
- Phía bắc giáp xã Đào Thịnh
- Phía đông giáp xã Hòa Cuông
- Phía đông nam giáp thị trấn Cổ Phúc và xã Y Can
- Phía tây giáp Sông Hồng và xã Quy Mông.

Xã Việt Thành có diện tích 14,34 km², dân số năm 2019 là 2.784 người, mật độ dân số đạt 194 người/km².

## Hành chính
Xã Việt Thành được chia thành 8 thôn: Đồng Phúc, Đồng Phú, Phú Thọ, Phú Mỹ, Phú Lan, Trúc Đình, Lan Đình, Phúc Đình.

## Lịch sử
Ngày 28 tháng 12 năm 2022, UBND tỉnh Yên Bái ban hành Quyết định số 2679/QĐ-UBND về việc công nhận thị trấn Cổ Phúc và vùng phụ cận (bao gồm một phần các xã: Việt Thành, Nga Quán, Minh Quán, Hòa Cuông, Y Can) đạt tiêu chí đô thị loại V.